# Калинове (Дніпровський район)
Кали́нове — село в Україні, у Чумаківській сільській громаді Дніпровського району Дніпропетровської області. Населення за переписом 2001 року становить 428 осіб.

## Географія
Село Калинове розміщене за 2,5 км від правого берега річки Кільчень, на відстані 1 км від села Виноградне.

## Історія
1989 року за переписом тут проживало приблизно 710 осіб.
19 вересня 2024 року Верховна Рада підтримала перейменування села Маївка на Калинове. 26 вересня 2024 року перейменування набуло чинності.

## Населення

### Мова
Розподіл населення за рідною мовою за даними перепису 2001 року:
| Мова                | Відсоток |
| ------------------- | -------- |
| українська          | 91,4 %   |
| російська           | 8,4 %    |
| інші/не визначилися | 0,2 %    |